# 尚邦 (加尔省)
尚邦（法語：Chambon，法語發音：[ʃɑ̃bɔ̃] ⓘ）是法国加尔省的一个市镇，属于阿莱斯区。

## 地理
尚邦（44°18'7"N, 4°1'5"E）面积14.65 平方千米，位于法国奧克西塔尼大區加尔省，该省份为法国南部沿海省份，南端濒地中海，北起顺时针与阿尔代什省、沃克吕兹省、罗讷河口省、埃罗省、阿韦龙省和洛泽尔省接壤。
与尚邦接壤的市镇（或旧市镇、城区）包括：马尔博斯克、尚博里戈、热诺拉克、佩尔马勒、波特、塞内沙斯、拉韦纳雷德。

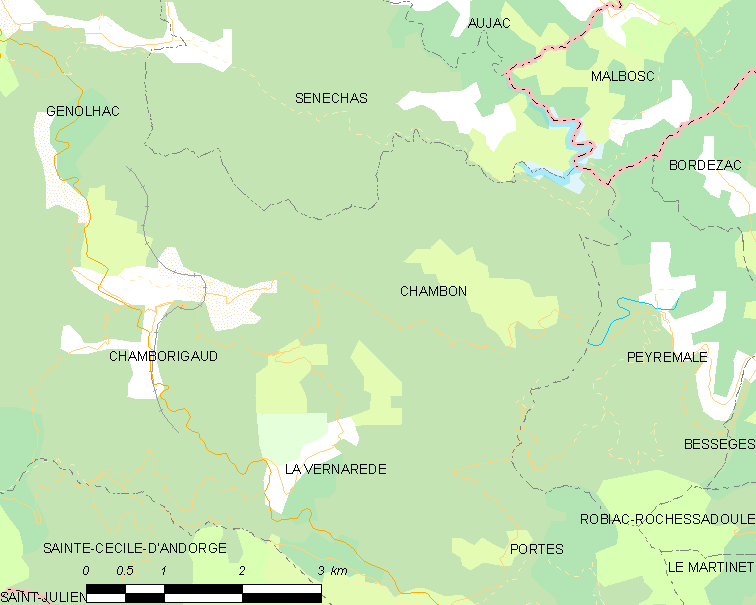
的OSM定位图

尚邦的时区为UTC+01:00、UTC+02:00（夏令时）。

## 行政
尚邦的邮政编码为30450，INSEE市镇编码为30079。

## 政治
尚邦所属的省级选区为拉格朗孔布县。

## 人口

1962-2008年间人口变化图示

尚邦于2022年1月1日时的人口数量为262人。